# Kathleen Lloyd
Kathleen Lloyd est une actrice américaine, née le 13 septembre 1948 à Santa Clara, en Californie (États-Unis). Elle est essentiellement connue dans le monde pour son rôle d'assistante du procureur Carol Baldwin dans la série Magnum.

## Cinématographie

### Cinéma
- 1976 : Missouri Breaks (The Missouri Breaks) d'Arthur Penn : Jane Braxton
- 1977 : Enfer mécanique : Lauren
- 1978 : Skateboard : Millicent Broderick
- 1978 : Les monstres sont toujours vivants : Jody Scott
- 1979 : Take Down : Jill Branish
- 1987 : Pacte avec un tueur : Annie
- 1999 : Fly Boy : Kate

### Téléfilms
- 1973 : Incident on a Dark Street (en), téléfilm de Buzz Kulik : Louise Trenier
- 1974 : Sorority Kills : Otage
- 1978 : Lacy and The Mississippi Queen : Kate Lacy
- 1979 : High Midnight : Lee
- 1980 : Make Me an Offer : Millie Barash
- 1980 : The Jayne Mansfield Story : Carol Sue Peters
- 1981 : The Choice : Elaine
- 1983 : Shooting Stars : Laura
- 1985 : L'Engrenage : Louise Bertolli
- 1985 : Obsessed with a Married Woman : Wendy
- 1987 : U.S. Marshals : Waco & Rhineart : Connie Stevik
- 1993 : L'Homme au trois femmes : Lillian
- 1994 : Les Soupçons d'une mère : Mère de famille
- 1996 : Hantée : Une voisine

### Série télévisée en tant qu'actrice principale
- 1990-1991 : Equal Justice (26 épisodes) : Jesse Rogan

### Séries télévisées en guest star
- 1970 : Bracken's World (épisode One, two, three, cry) : Donna
- 1970 : Les Règles du jeu (épisode So long, Baby, and amen) : Adrienne Pauley
- 1970 : La Nouvelle Équipe (épisode Search and destroy) : Sarah
- 1970 : Room 222 (épisode I love you Charlie, I love you Abby) : Abbie Domier
- 1970 : Docteur Marcus Welby (épisode A very special Selfish) : Angela
- 1970 : L'Homme de fer (épisode Overdose) : Barbara Stein
- 1971 : Room 222 (épisode The Last Full Moon) : Abbie Domier
- 1971 : Bearcats ! (épisode The Devil wears Armor) : Sœur Catalina
- 1971 :  L'Homme de la cité (épisode A very special girl) : Sudi
- 1971 : Docteur Marcus Welby (épisode Don't kid a Kidder) : Ruth
- 1971 : Owen Marshall, Counselor at Law (épisode A Patern of Morality) : Gloria
- 1972 : Auto-patrouille (épisode Wednesday Warrior) : Tawnia Baker
- 1972 : Docteur Marcus Welby (épisode A Fragile Possession) : Donna Sherman
- 1972 : Owen Marshall, Counselor at Law (épisode Lines from an angry book) : Natalie Banks
- 1972 : Emergency ! (épisode Musical Mania) : Mary Kate Clements
- 1972 : The Delphi Bureau (en) (épisode The Top Secret Secret Project) : Melanie Kendall
- 1972 : Le Sixième Sens (épisode Les yeux qui ne voulaient pas mourir) : Kathie Turner
- 1972 : L'Homme de fer (épisode Quatuor infernal) : Diane Lombard
- 1972 : Médecins d'aujourd'hui (épisodes Terror) : Angela Corelli
- 1973 :  Kung Fu (épisode Frère de sang) : Livvy McKenzie
- 1973 : L'Homme de fer (épisode The Best Laid Plans) : Guichetière
- 1973 : Temperatures rising (épisode Panic in the sheets) : Donna
- 1973 : The New Perry Mason (épisode The Case of The Ominous Death) : Sally Corbett
- 1973 : Harry O (épisode Such dust as dreams aremade on) : Marilyn Bedestrum
- 1974 : Toma (épisode Friends of Danny Beecher) : Marcy
- 1974 : Médecins d'aujourd'hui (épisode Saturday's Child) : Ellie
- 1975 : The Rookies (épisode Solomon's Dilemma) : Jenny Stocker
- 1975 : Sergent Anderson (épisode Nothing left to lose) : Alma
- 1975 : Harry O (épisode Silent Kill) : Eileen Corby
- 1975 : Harry O (épisode Elegy for a cop) : Marilyn Quinlan Dedestrum
- 1979 : Pour l'amour du risque (épisode Je tuerai pour vous) : Peggy Mullen
- 1979 : Madame Columbo (épisode Le mystère de la voiture jaune) : Elaine
- 1981 : Chroniques des années 30 (Gangster Wars) : Stella Siegel
- 1980 : The White Shadow (épisode Gonna fly now) : Paula
- 1980 : L'Incroyable Hulk (épisode La part du feu) : Randy Phelps
- 1980 : Trapper John, MD (épisode Boom !) : Annie
- 1981 : Strike Force (en) (épisode The Predator) : Lucy Durrant
- 1981 : Shannon (épisode The Intouchable) : Une amie de Shannon
- 1981 : Trapper John, MD (épisode A Case of The Crazies) : Wendy Fizpatrick
- 1982 : Shannon (épisode "Beating The Prime) : Une amie de Shannon
- 1982 : Simon et Simon (épisode Au cœur de l'angoisse) : Sarah Childs
- 1982 : Magnum (épisode Les ultimes honneurs) : Bridget Archer
- 1982 : Capitaine Furillo (épisodes Frayeur en tout genre, Il faut savoir tout faire, Requiem, Plein feu sur Rico) : Infirmière Linda Wulfawitz
- 1983 : Cagney et Lacey (épisode Date Rape) : Carole Mitchell
- 1983 : Magnum (épisode Petite sœur) : Carol Baldwin
- 1984 : Supercopter (épisode Cache-cache) : Antonia Donatelli
- 1984 : Magnum (épisodes Le bon samaritain, Cas de conscience, Que justice soit faite) : Carol Baldwin
- 1984 : Loterie (épisode Minneapolis : Six Months down) : Une gagnante
- 1984 : Call to Glory (épisode Call to Glory) : Elly Thomas
- 1985 : Call to Glory (épisode Images) : Elly Thomas
- 1985 : Trapper John, MD (épisode The Unholy Ghost) : Allison Coates
- 1985 : Magnum (épisodes Contrainte, L'homme de Marseille, La danseuse, La course au trésor) : Carol Baldwin
- 1986 : La Cinquième Dimension (épisode La nuit des monstres) : Madame Michaels
- 1986 : Magnum (épisodes Cette île n'est pas assez grande, L'esprit de revanche, Sans défense, Le triomphe de l'année, Quarante ans) : Carol Baldwin
- 1986 : Blacke's Magic (épisode Vanishing Act) : Docteur Pat Merrit
- 1986 : Histoires fantastiques (épisode Dorothy et Ben) : Samantha
- 1986 : Stingray (épisode Renseignements généraux) : Candice
- 1986 : Equalizer (épisode L'ennemi public) : Démonstratrice
- 1986 : Hôpital St. Elsewhere (épisode A room with a view) : Une malade
- 1986 : Arabesque (épisode Le journaliste a jeté l'ancre) : Paula Roman
- 1987 : Magnum (épisodes Ministère public contre Rick, Du côté de chez Mac, Coma, La métamorphose, Message d'amour) : Carol Baldwin
- 1987 : Buck James (épisode Sins of the Father) : Une amie de Buck
- 1987 : Matlock (épisode Le justicier aveugle) : Andrea Morrow
- 1987 : La loi du privé (épisode Harry n'est pas un aigle) : Gwen
- 1988 : Heartbeat (épisode Two out of six) : Lynn
- 1988 : Magnum (épisodes A la recherche de Lily, partie 1 et A la recherche de Lily, partie 2) : Carol Baldwin
- 1989 : La loi de Los Angeles (épisode Mutinerie sur le vol 728) : Adrian Joyner
- 1989 : Jack Killian, l'homme au micro (épisode Protection) : Brenda
- 1994 : Docteur Quinn, femme médecin (épisodes L'affaire Washington, partie 1 et L'affaire Washington, partie 2) : Julia Grant
- 1996 : Le client (épisode The Good Samaritan) : Felicia Payne
- 1997 : JAG (épisode Désobéissance) : Capitaine Rita Chaidez
- 1997 : Babylon 5 (épisode L'effondrement d'un mythe) : Elizabeth Metarie
- 1997 : Urgences (épisode Agitation de Noël) : Docteur Mack
- 1998 : Urgences (épisode Symphonie pour un sauvetage raté) : Docteur Mack
- 1999 : Cracker (épisode The Club) : Marcy Siegler
- 1999 : Beverly Hills 90210 (épisode Cette chère Bobbi) : Miriam Grogg
- 1999 : Diagnostic : Meurtre (épisodes Le sosie, partie 1 et Le sosie, partie 2) : Emma Bornstein
- 1999 : The Practice : Bobby Donnell et Associés (épisodes Services rendus et Secret professionnel) : Allison Olson
- 2000 : The Practice : Bobby Donnell et Associés (épisode Le combat des justes) : Allison Olson
- 2001 : Division d'élite (épisode Mothers and Daughters) : Corinne Sylvan
- 2003 : Cold Case : Affaires classées (épisode Le temps de la haine) : Deborah
- 2003 : 7 à la maison (épisode Alice) : Madame Miller